# Pouldreuzic
 Pouldreuzic  (en bretón Pouldreuzig) es una población y comuna francesa, situada en la región de Bretaña, departamento de Finisterre, en el distrito de Quimper y cantón de Plogastel-Saint-Germain.

## Demografía
| 2278 | 2232 | 2141 | 2024 | 1854 | 1814 |
| Para los censos de 1962 a 1999 la población legal corresponde a la población sin duplicidades (Fuente: INSEE [Consultar]) |      |      |      |      |      |